# 히말라야윗수염박쥐
히말라야윗수염박쥐 (Myotis siligorensis)는 애기박쥐과 윗수염박쥐속에 속하는 박쥐이다. 방글라데시와 부탄, 캄보디아, 중국, 인도, 인도네시아, 라오스, 말레이시아, 네팔, 베트남에서 발견된다.

## 특징
작은 박쥐로 몸통 길이가 40~41mm이고 전완장이 30~36mm, 꼬리 길이가 25~38mm이다. 발 길이는 6~8mm, 귀 길이는 8~13mm이고 몸무게는 최대 4g이다. 털은 부드럽고 무성하다. 등 쪽은 붉은색이 섞이 갈색이지만 배 쪽은 좀더 밝고 누르스름한 색을 띤다. 주둥이 뾰족하다. 핵형은 2n=44, FNa=52이다.

## 생태
동굴 안과 바위틈, 건물 속에 작은 무리 또는 최대 1200마리까지 큰 무리를 지어 은신한다. 아주 높이 날고 먹이를 구하기 위해 사람 거주 지역에 자주 나타난다. 포식 활동은 해가 진 직후에 시작하여 새벽 2시경에 끝난다. 땅으로부터 약 2m 위를 나는 곤충을 잡아 먹는다.

## 분포 및 서식지
인도 아대륙 북부와 북동부 지역, 중국 동부, 유럽 남동부, 인도차이나, 보르네오섬 북부 지역에 널리 분포한다. 해발 914~2,770m의 저산대 숲과 일차림과 이차림 저지대 숲, 건조 상록수림에서 서식한다.

## 아종
4종의 아종이 알려져 있다.
- M. s. siligorensis - 인도 우타라칸드주와 서벵골주, 시킴주, 메갈라야주, 네팔 중부 지역
- M. s. salticraniatus (Osgood, 1932) - 라오스, 베트남, 말레이반도, 보르네오섬 북부 사바주, 캄보디아 일부 지역
- M. s. sowerbyi (Howell, 1926) - 중국 윈난성과 광둥성, 광시 좡족 자치구, 하이난섬, 미얀마 북부와 동부 지역
- M. s. thaianus (Shamel , 1942) - 태국 북부와 남부 지역